# قادسیه صدام

شعارنویسی سربازهای عراقی بر دیوار خرمشهر، بعد از اشغال آن، به معنی «آمده ایم که بمانیم»

شعارنویسی سربازهای عراقی بر دیوار خرمشهر، بعد از اشغال آن، به معنی «آمده ایم که بمانیم»

شعارنویسی سربازهای عراقی بر دیوار خرمشهر، بعد از اشغال آن، به معنی «آمده ایم که بمانیم»

دیوار نویسی سربازان عراقی، بر روی دیوار یکی از خانه‌های خرمشهر، پیش از آزادسازی خرمشهر.

اسکناس ۲۵ دیناری عراق در زمان صدام حسین عبدالمجید التکریتی، رئیس‌جمهور بعثی عراق با نقاشی سوارکاران عرب در جنگ قادسیه

جنگ قادسیهٔ صدام (قادسیه ثانی) (به عربی: معرکة القادسیّة صدام) عنوان تبلیغاتی (پروپاگاندا) صدام حسین عبدالمجید التکریتی بود که به منظور اتحاد کشورهای عرب‌زبان علیه جمهوری اسلامی ایران، در جنگ ایران و عراق مطرح ساخت.

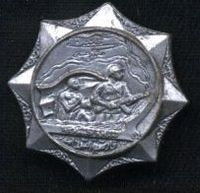
مدال افتخار ارتش صدام حسین، به یادبود جنگ قادسیه

## پیشینه، آشوب‌افکنی در ایران
سه چیز که خدا نباید می‌آفرید: ایرانیان، یهودیان و مگس— صدام حسین عبدالمجید التکریتی، 

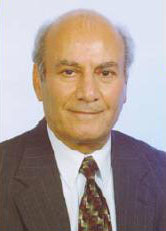
به دنبال آشوب‌گرایی گروه‌های تجزیه‌طلب خلق عرب، دریادار احمد مدنی، فرماندار وقت خوزستان، تکاوران نیروی دریایی را به خرمشهر فراخواند.

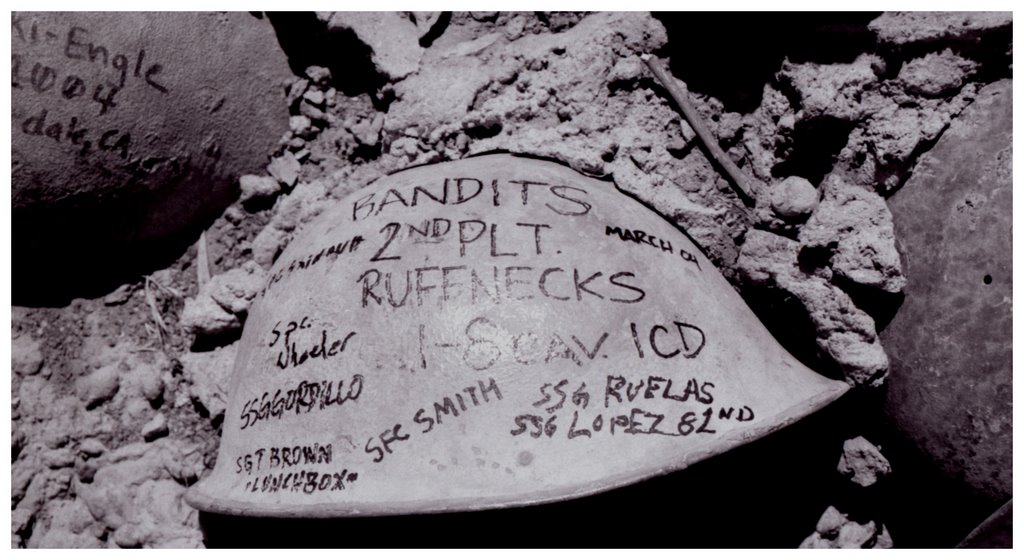
کلاه‌خود به جامانده از رزمندگان ایرانی در طاق نصرت شمشیرهای قادسیه با ماژیک‌های سربازان آمریکایی رونویسی شده‌است.

صدام حسین، به دنبال برانگیختن اختلافات قومی، با حمایت «جبههٔ آزادی عربستان» در خوزستان و «جبههٔ آزادی ایران» در بلوچستان درآمد.
احمد مدنی در ۲۷۵ روز دولت موقت مهندس بازرگان، مسئولیت استانداری خوزستان را به عهده گرفت و در همان سمت بود که با شورش‌های گسترده‌ای در خوزستان روبرو شد و به علت تلاش خود برای آرام کردن منطقه‌ای که به علت قرارداشتن چاه‌های نفت و بندرهای اصلی اهمیت اقتصادی و سیاسی داشت مورد انتقاد گروه‌های تجزیه‌طلب خلق عرب قرار گرفت.
ایدئولوژی پان‌عربی حزب بعث، خوزستان را متعلق به ملت عرب می‌دانست و مدعی بود که باید به دست عرب‌ها برگردد.
صدام حسین ادعای بی‌اساسی در مورد مالکیت جزایر سه‌گانهٔ ایرانی برای خود کرد. در سپتامبر ۱۹۸۰، عراق، نقشه‌ای جعلی و تحریک‌کننده را چاپ که در در آن، مالکیت جزایر سه‌گانه، از طرف ملت‌های عرب، به او داده شده‌است. یعنی ایرانیان، مشروعیت حقوق عراق را به رسمیت شناخته‌اند.
صدام حسین، با حمایت آشکار مالی از تجزیه‌طلب‌های شورشی در خوزستان، دادن وعدهٔ همیاری به آن‌ها جهت آزادی عربستان (نامی که توسط رژیم صدام حسین بر استان قدیمی ایران گذاشته شد) متهم شد. بنابر بر گفتهٔ فرماندهٔ کل خوزستان، دریادار احمد مدنی، عراق به شورشیان حمایت تسلیحاتی می‌کرد.
صدام حسین با برجسته‌سازی چهرهٔ عربی اسلام، مثل تأکید بر تبار عربی محمد بن عبدالله، زبان عربی قرآن و جایگاه شهرهای مقدس اسلام در کشورهای عربی، به مقابلهٔ پیام حکومت ایران به مردم عراق شد. بعدها، با تأکید برتری اعراب بر ایرانیان، او جنگ خود علیه ایران را جنگ قادسیهٔ دوم خواند. صدام در سپتامبر 1980 میلادی، جنگ عراق با ایران را «قادسیه دوم» نامید. این نام برگرفته از جنگ قادسیه بود که در آن ایرانی‌های ساسانی از اعراب شکست خوردند. این نامگذاری به منظور تاکید بر برتری اعراب بر ایرانی‌ها بود.

## تئوریزه کردن پروپاگاندا
نخستین‌بار صدام حسین لفظ «قادسیهٔ صدام» را در دیدارش از دانشگاه المستنصریهٔ بغداد به تاریخ دوم آوریل ۱۹۸۰، نیم سال پیش از آغاز رسمی جنگ با ایران استفاده کرد. روز پیش از آن، در یک حملهٔ بمب‌گذاری شده، معاونش طارق عزیز، زخمی شد. صدام مقصر این حادثه را حکومت نوپای جمهوری اسلامی ایران معرفی کرد و آن را به موازات جنگ قرن هفتمی، اینگونه تشبیه ساخت و اعلام کرد:
«از طرف شما، برادران، و تمامی عرب‌ها در هر کجا، ما به آن‌ها (ایرانی‌ها)یِ بزدل و کوتوله که سعی در انتقام‌گیری از جنگ قادسیه را دارند، اعلام می‌کنیم که روح قادسیه، به همان طراوت خون و افتخار مردمان قادسیه است. مردمانی که پیام‌شان را بر سرنیزه‌هایشان حمل می‌کنند، بزرگ‌تر از کوشش‌هایشان هستند.»

## آغاز جنگ ایران و عراق

### پروپاگاندای صدام حسین
صدام حسین، با توسط به اسطورهٔ جنگ قادسیه (میان اعراب و ایرانیان ساسانی)، از آن به عنوان آلت دست خویش، استفاده کرد. او جنگ ایران و عراق را، قادسیهٔ صدام (به عربی: قادسیة صدام) نامید. گرچه عراق ادعا می‌کرد که این جنگ، همانند برخورد میان اعراب و ایرانی‌ها بود، رهبران جمهوری اسلامی ایران، از جنگ قادسیه به عنوان پیروزی برای اجدادشان، برای آوردن اسلام به ایران، تجلیل می‌کردند. لفظ قادسیه، دست‌مایهٔ اسلامگرایان افراطی [ایرانی] شد تا با عنوان پیروزی «گروه کوچک بر افراد کثیر» در مورد برتری افراد با ایمان بر ابرقدرت زمان، استفاده کردند.